# Cantello
Cantello é uma comuna italiana da região da Lombardia, província de Varese, com cerca de 4.244 habitantes. Estende-se por uma área de 9 km², tendo uma densidade populacional de 472 hab/km². Faz fronteira com Arcisate, Cagno (CO), Clivio, Malnate, Rodero (CO), Varese, Viggiù, Stabio (Suíça).

## Demografia
| Variação demográfica do município entre 1861 e 2011                               |
|                                                                                   |
| Fonte: Istituto Nazionale di Statistica (ISTAT) - Elaboração gráfica da Wikipedia |